# Tata Nano
Tata Nano — авто класу «A», міський міні-кар.  
На початок 2008 року — найдешевше нове авто у світі вартістю $2467. 

## Опис моделі

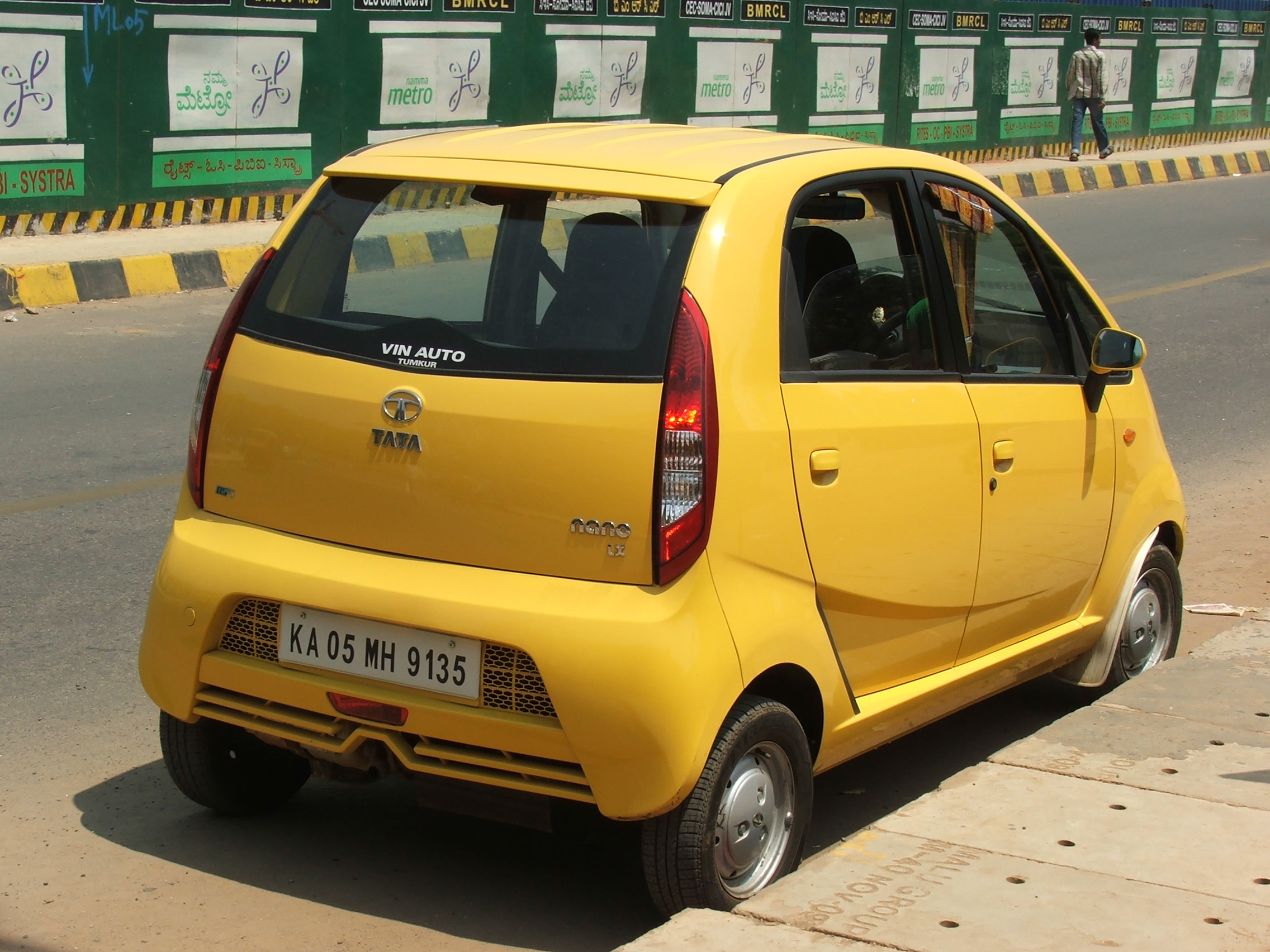
Вид ззаду

Tata Nano представлена на автовиставці в Нью-Делі, Індія компанією Tata Motors 10 січня 2008 року. Автомобіль особисто презентував голова і власник Tata Motors Ратан Тата.
За словами Ратана Тата Мотор автомобіль пройшов всі краш-тести і відповідає нормам безпеки. Щорічно планується випускати 50 тисяч Tata Nano. Виробництво автомобіля Nano почалося 23 березня 2009 року на заводі Tata Motors в Бомбеї.
Ратан Тата також пояснив назву нового авто: „Ми вирішили назвати його «Нано», тому що він поєднує в собі високі технології і маленький розмір“.
Творці авто заощадили на комфорті. Невеликою є місткість транспортного засобу. Теоретично в ньому можуть поміститися чотири людини разом з водієм. В авто не передбачено радіо, відсутнє дзеркало заднього огляду з боку пасажирського сидіння, відсутній кондиціонер.

## Технічні характеристики

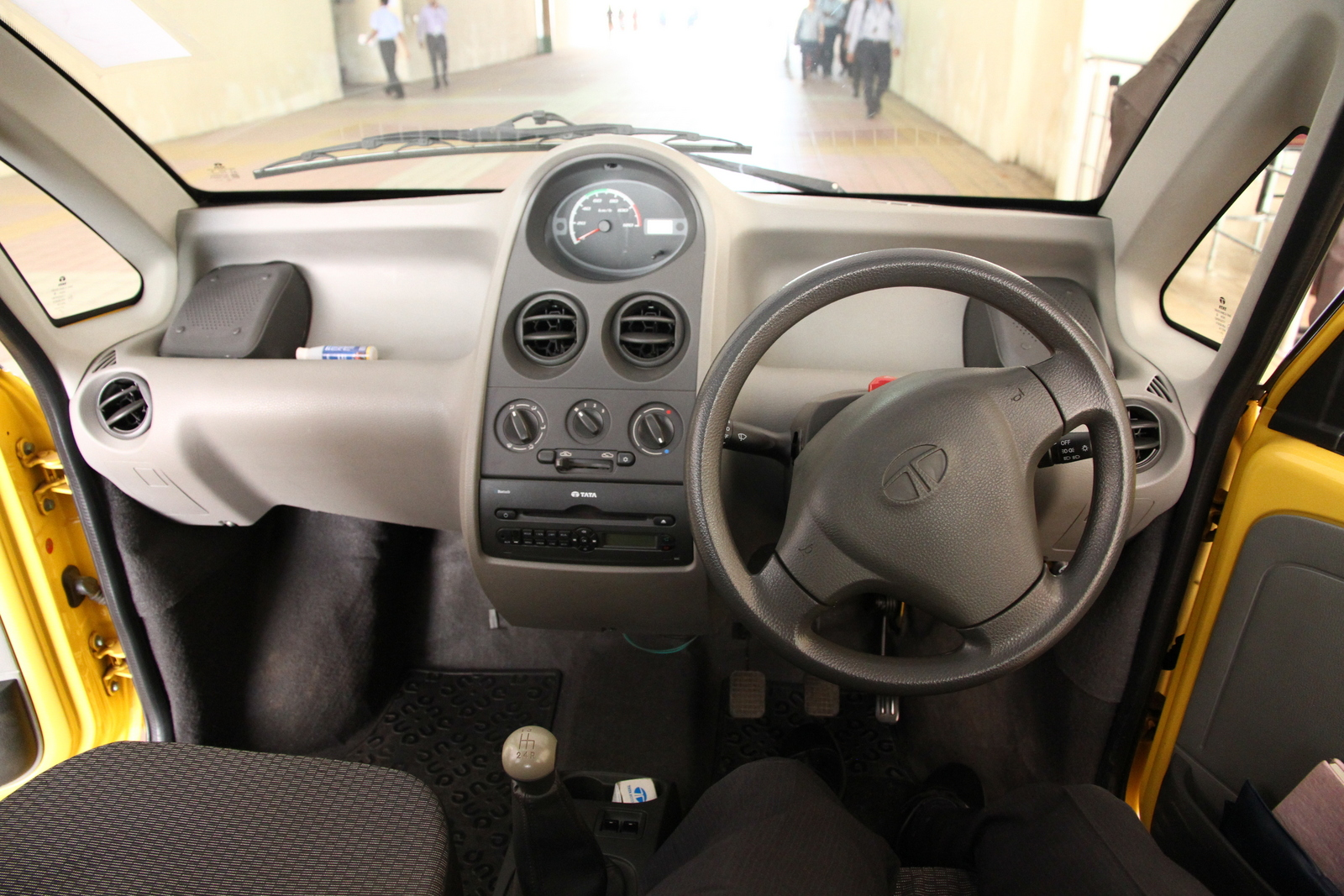
Салон Tata Nano

Двигун розвиває потужність 33 к.с. і крутний момент 48 Нм при 2500 об/хв. Двигун розміщено у задній частині авто, він відповідає стандарту Euro 4. Витрата пального становить орієнтовно 5 л бензину на 100 км.
Nano обладнаний чотириступінчастою ручною коробкою передач. Автомобіль розганяється до 30 км/год на першій передачі, 60 км/год - на другий і 90 км/год - на третій. Максимальна швидкість - близько 100 км/год.
Двигун розташований в задній частині, але вага скомпенсована за рахунок маси самого водія.

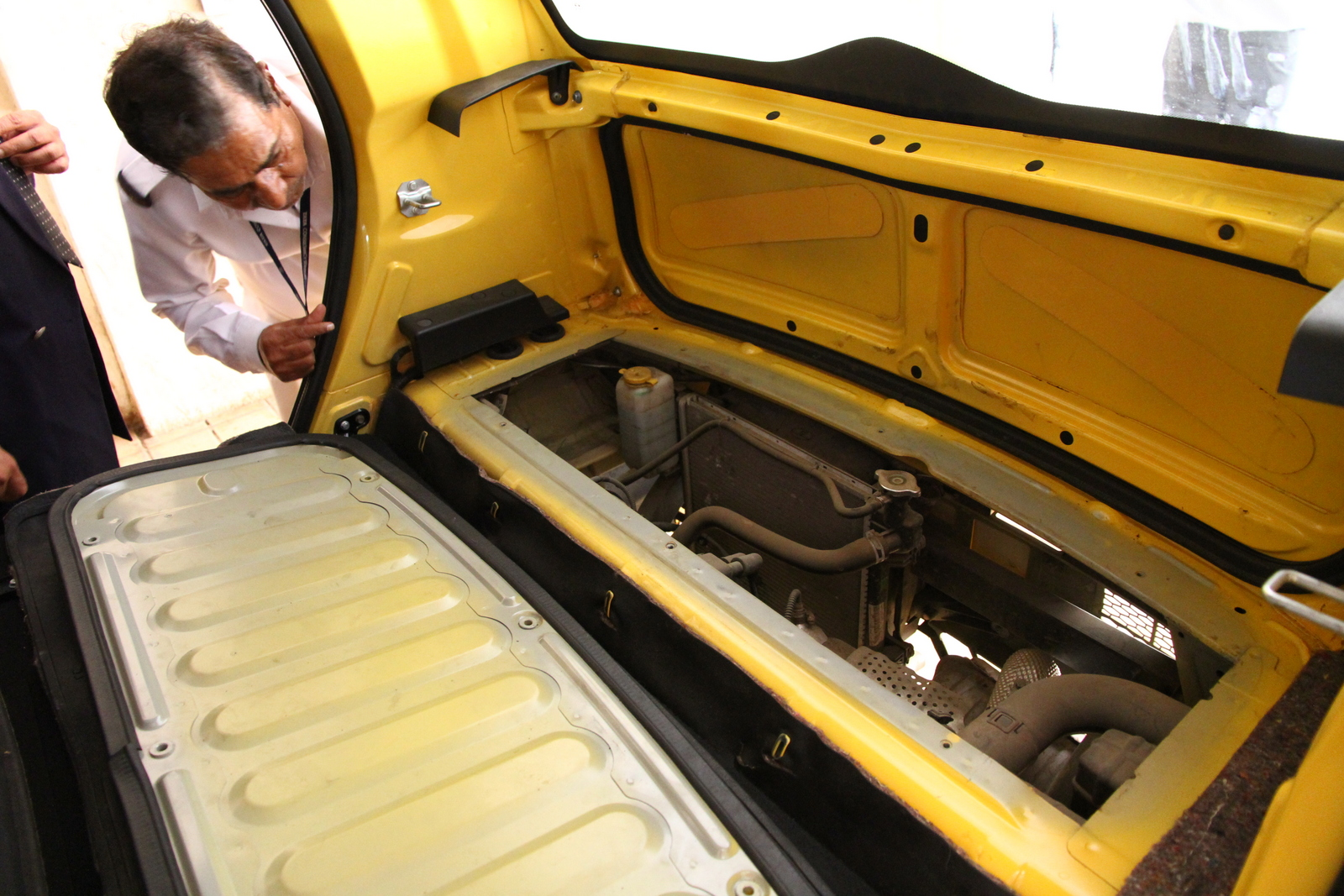
Двигун Tata Nano

Акумулятор і 15-літровий бензобак розміщені під передніми сидіннями. Кермова колонка являє собою порожню трубу. Колеса кріпляться до ступиці на трьох шпильках. Пластик салону фіксується відформованим в ньому клямками. Зменшено товщина бамперів. Спереду автомобіля знаходяться запасне колесо і горловина бензобака, що несумісно з європейськими нормами безпеки.

## Модифікації
Нано доступний у чотирьох версіях:
- базова;
- зручна;
- розкішна;
- Нано Європа.

## Nano Europa

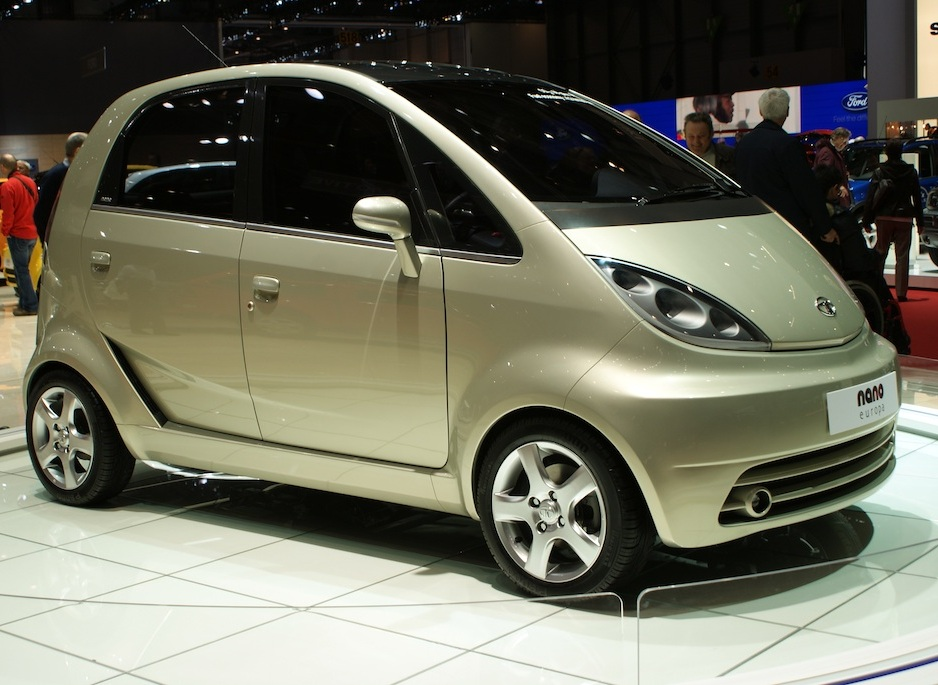
Nano Europa

Модифікація «Nano Europa» відрізняється від індійської версії розширеними передньою і задньою коліями, зовнішнім виглядом і матеріалами обробки інтер'єру. Автомобіль має довжину 3,29 м, ширину 1,58 м і базу 2,28 м, що дозволить забезпечити внутрішній простір для чотирьох чоловік. Через особливості компонування (мотор в Nano розташований ззаду) багажник як такий відсутній.
Під капотом розташований 3-циліндровий двигун MPFI обсягом 623 см3 (потужністю 33 к.с.), який, за запевненням виробника, відповідає нормам Євро-5. Він працює в парі з 4-ступінчастою механічною коробкою передач. За даними виробника, автомобіль витрачає в змішаному циклі близько 4,0 л на 100 км, а викиди CO2 в атмосферу становлять 98 г / км.
У базовій комплектації присутні ABS і ESP, електропідсилювач керма, дві фронтальні подушки безпеки, посилений кузов, кондиціонер і електроприводи стекол.
За попередньою інформацією, версія «Nano Europa» коштуватиме близько 5 тисяч євро.
У 2011 році повинна з'явитися версія для США, причому представники Tata допускають можливість появи двигуна, що працює на біоетанолі. Така модифікація дозволить знизити витрату палива до 3,6 л палива E85 на 100 км шляху. 

## Tata GenX Nano (2015–2018)

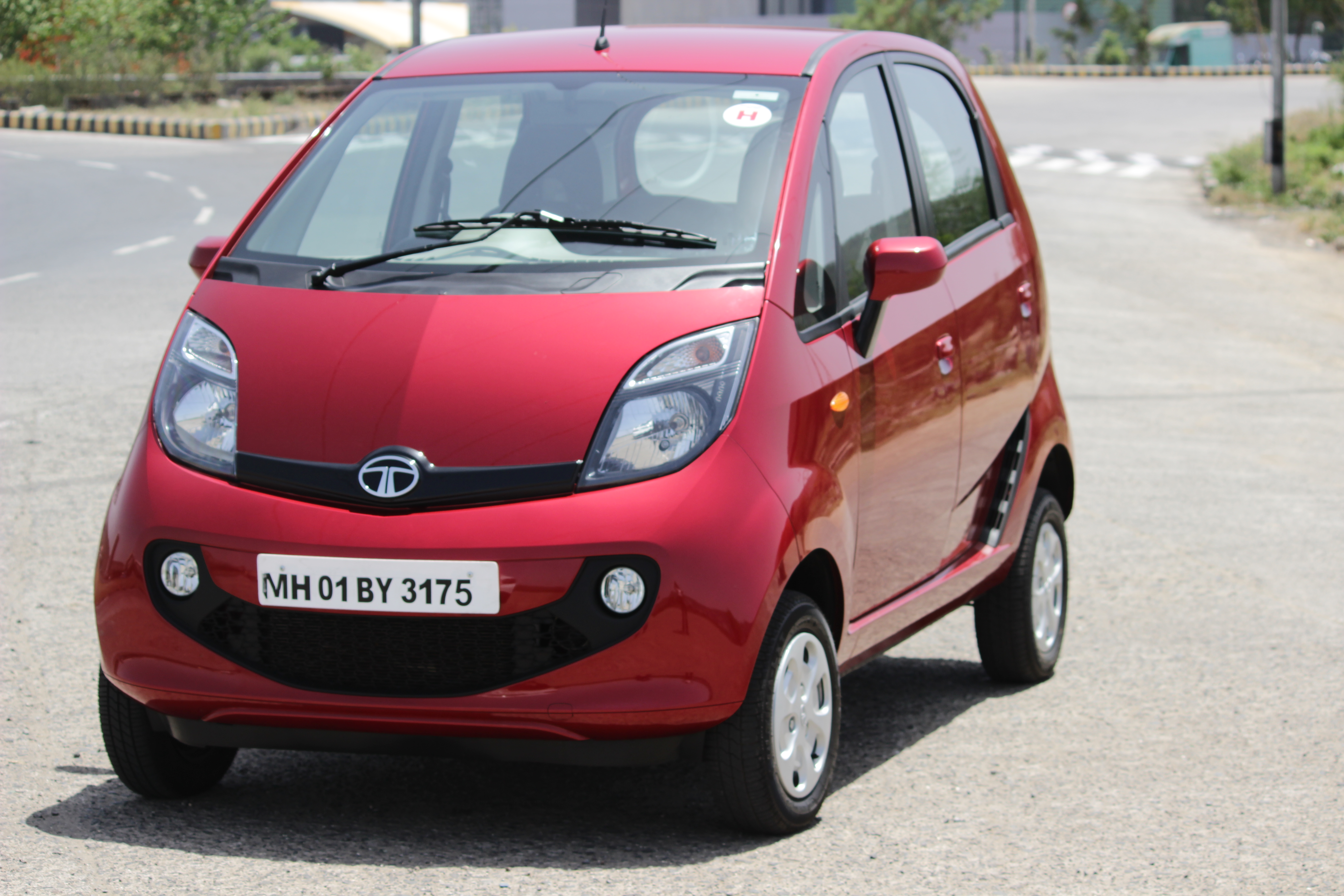
Tata Nano GenX

У травні 2015 року, щоб пожвавити продажі моделі, Tata Motors представила ряд удосконалень як всередині, так і зовні автомобіля. Назву було змінено на GenX Nano, щоб підкреслити зміни, асортимент пропонувався в 21 різній версії, серед яких 5-ступінчаста автоматизована механічна коробка передач.  Електропідсилювач керма, кондиціонер і радіо Bluetooth були доступні на топових моделях на додаток до нових кольорів і легкосплавних дисків. Посилили кузов і змінили передній і задній бампери, що трохи збільшило довжину до 3164 міліметрів. Інтер’єр також був оновлений за допомогою нових тканин і покращеної звукоізоляції. Було представлено задній хетчбек і 5-місну омологацію. Двигун залишився 2-циліндровим об'ємом 624 куб.см потужністю 38 к.с. 

## Пожежі
Були повідомлення про кілька пожеж, пов'язаних з Nano. Компанія заперечує, що вони були пов’язані з конструкцією автомобіля або його частинами, і звинувачує в цьому «чуже електрообладнання», знайдене у верхній частині вихлопної системи. Компанія запропонувала модернізувати вихлопну та електричну системи, але відмовилася відкликати автомобілі. На початку грудня 2010 року Tata подовжила гарантію на автомобілі, включно з уже проданими, з 18 місяців до чотирьох років.